# Dirka po Franciji 1967
| Mesto | Ime                 | Država     | Čas          |
| ----- | ------------------- | ---------- | ------------ |
| 1     | Roger Pingeon       | Francija   | 136h 53' 50" |
| 2     | Julio Jimenez       | Španija    | 3' 40"       |
| 3     | Franco Balmamion    | Italija    | 7' 23"       |
| 4     | Désiré Letort       | Francija   | 8' 18"       |
| 5     | Jan Janssen         | Nizozemska | 9' 47"       |
| 6     | Lucien Aimar        | Francija   | 9' 47"       |
| 7     | Felice Gimondi      | Italija    | 10' 14"      |
| 8     | Jozef Huysmans      | Belgija    | 16' 45"      |
| 9     | Raymond Poulidor    | Francija   | 18' 18"      |
| 10    | Fernando Manzaneque | Španija    | 19' 22"      |

Dirka po Franciji 1967 je bila 54. dirka po Franciji, ki je potekala leta 1967.

## Pregled
| Kategorije                          | Podatki        |
| ----------------------------------- | -------------- |
| Začetek-konec                       | Angers - Pariz |
| Dolžina (km)                        | 4.758          |
| Število etap                        | 22             |
| Povprečna hitrost zmagovalca (km/h) | 34,756         |
| Kolesarjev                          | 130            |
| Tekmo končalo                       | 88             |